# Ludvík Ferdinand Bourbonský
Ludvík Ferdinand, dauphin Francie (francouzsky Louis Ferdinand, dauphin de France; 4. září 1729, Versailles – 20. prosince 1765, Fontainebleau) byl starší (a jediný přeživší) syn francouzského krále Ludvíka XV. a jeho manželky Marie Leszczyńské, francouzský dauphin – následník francouzského trůnu. Sám na francouzský trůn nikdy nenastoupil, byl však otcem tří francouzských králů.

## Biografie

### Původ, mládí
Narození syna Ludvíka XV. bylo očekáváno s netrpělivostí, neboť po tragické šňůře úmrtí v královské rodině roku 1710 počet jejích členů povážlivě klesl a pokud by mladý následník trůnu zůstal bezdětný, mohlo by to vést k boji o trůn mezi jeho strýcem, španělským králem Filipem V. a orleánskými vévody. Když po třech dcerách Marie Leszczyńská porodila syna, byla tato radostná událost přijata s velkým nadšením a následnými oslavami nejen ve všech větších francouzských městech, ale i na většině evropských panovnických dvorů; budoucnost dynastie se po patnácti letech zdála být zajištěna a narození dauphina zbavilo jeho strýce Filipa V. Španělského pozice dědice francouzského trůnu.

### Manželství a potomci

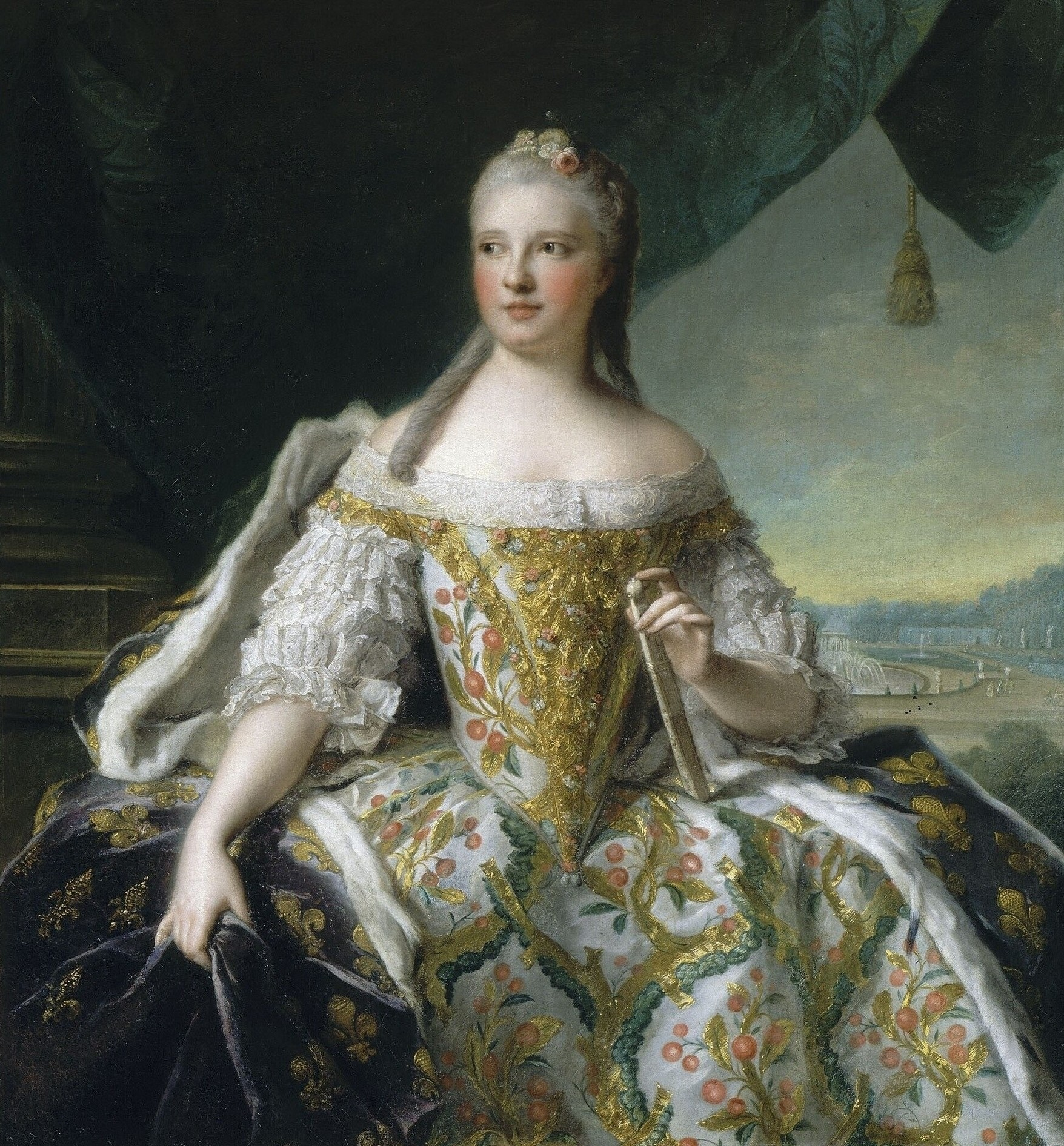
Dauphinova manželka Marie Josefa Saská (1751)

Dne 23. února roku 1745 se šestnáctiletý Ludvík Ferdinand ve Versailles oženil s devatenáctiletou španělskou infantkou Marií Terezou, osmou dcerou španělského krále Filipa V. a sestřenicí svého otce. Sňatek posílil protihabsburský svazek Bourbonů ve válce o rakouské dědictví. Tři dny po porodu své první a jediné dcery v roce 1746 však Marie Tereza zemřela; dcerka, jež dostala jméno po matce, zemřela v necelých dvou letech v roce 1748.
Dauphin se záhy oženil znovu – 9. února 1747 si vzal Marii Josefu Saskou, mladší dceru saského kurfiřta a polského krále Fridricha Augusta II. a jeho manželky Marie Josefy Habsburské. Plán na tento sňatek vzešel od strýce nevěsty, Mořice Saského a podpořila ho milenka ženichova otce, francouzského krále Ludvíka XV., Madame de Pompadour. I Ludvík XV. s návrhem souhlasil - považoval ho za výhodný pro Francii. Francie a Sasko totiž byly nepřátelskými zeměmi v nedávné válce o rakouské dědictví, takže sňatek mezi následníkem francouzského trůnu a saské princezny by mohl vést ke vzniku spojenectví mezi oběma státy. Problém však spočíval v tom, že děd Marie Josefy August II. Silný zbavil polského trůnu Stanislava I. Leszczyńského, otce královny Marie Leszczyńské a sňatek následníka trůnu, jejího syna, s Augustovou vnučkou mohl znamenat hlubokou urážku lidem milované královny. Bez ohledu na tyto konsekvence však ke sňatku nakonec došlo; ženichovi bylo 18 a nevěstě 15 let. Třebaže se znovu oženil, oplakával Ludvík Ferdinand stále svou první ženu. Marie Josefa, obdařená citlivou duší, trpělivostí i bystrým intelektem, dokázala postupně získat srdce svého manžela. Stejně jako on byla hluboce nábožensky založená, vysoce morální, což ji sblížilo s její tchyní; manželé se neradi účastnili společenských událostí a zábav, pořádaných prostopášným královským dvorem, ale dávali přednost tichým večerům, besedám, četbě, modlitbám nebo návštěvám oranžérie.
Sňatek přivedl Marii Josefu na dvůr ovládaný Madame Pompadour, královou favoritkou. Nová dauphine musela udržovat dobré vztahy s Madame Pompadour i s králem, zároveň však musela brát v úvahu nenávist, kterou choval Ludvík Ferdinand k milence svého otce. Přišla tedy do rodiny rozpolcené animozitami a napjatými vztahy: král a jeho manželka již žili odděleně; zbožná Marie Leszczyńská žila v ústraní; její dcery nepřipouštěly kritiku svého otce a Dauphin, lnoucí z celého srdce ke své matce i sestrám, si s otcem nerozuměl. Přesto nakonec dokázala vytvořit se svým manželem pevný vztah a přispěla k jeho sblížení s otcem. Ludvík XV. svou snachu obdivoval a měl k ní velkou důvěru.
Ze šťastného manželství Ludvíka Ferdinanda a Marie Josefy vzešlo osm potomků. Tři starší děti, dvě dcery a syn, zemřely stejně jako jejich nevlastní sestřička rovněž v útlém dětství. Po nich se narodili tři synové - všichni budoucí králové Francie a dvě dcery (kromě nich se další čtyři děti narodily mrtvé a jedno Mariino těhotenství skončilo potratem):
- syn (*/† 30. ledna 1748)
- syn (*/† 10. května 1749)
- Marie Zéphyrine (26. srpna 1750 – 1. září 1755)
- Ludvík Josef Xaver (13. září 1751 – 22. března 1761), vévoda burgundský
- dcera (*/† 9. března 1752)
- Xaver Marie Josef (8. září 1753 – 22. února 1754), vévoda akvitánský
- Ludvík August (23. srpna 1754 – 21. ledna 1793), vévoda z Berry, pozdější král Ludvík XVI., ⚭ 1770 Marie Antoinetta (2. listopadu 1755 – 16. října 1793), popraven během Francouzské revoluce
- Ludvík Stanislas Xaver (17. listopadu 1755 – 16. září 1824), hrabě z Provence, pozdější král Ludvík XVIII., ⚭ 1771 Marie Josefína Savojská (2. září 1753 – 13. listopadu 1810)
- syn (*/† 1756)
- Karel Filip (9. října 1757 – 6. listopadu 1836), hrabě z Artois, pozdější král Karel X., ⚭ 1773 Marie Tereza Savojská (31. ledna 1756 – 2. června 1805)
- Marie Klotilda (23. září 1759 – 7. března 1802), ⚭ 1775 Karel Emanuel IV. (24. května 1751 – 6. října 1819), vévoda savojský, v letech 1796–1802 sardinský král
- syn (*/† 1762)
- Alžběta Filipína Marie Helena (3. května 1764 – 10. května 1794), svobodná a bezdětná, popravena během Francouzské revoluce

Narození první dcery znamenalo pro rodiče velkou radost, třebaže král byl rozladěn, že se nenarodil chlapec. O rok později přišel na svět dlouho očekávaný syn, Ludvík Xavier. V devíti letech však malý princ spadl z koně a zlomil si nohu; zranění se sice zhojilo, ale chlapec od té doby kulhal. V předjaří roku 1761 se na noze objevil otok či nádor, který se rozšířil po celé končetině; prince operovali, přesto však v březnu roku 1761 zemřel.

### Charakteristika
Dauphinovi Ludvíku Ferdinandovi se dostalo výborného vzdělání a výchovy. Miloval hudbu, před lovem a plesy dával přednost vážným disputacím, měl hluboký smysl pro morálku.
Vztahy mezi králem a dauphinem nikdy nebyly dobré. Ludvík XV. vedl život ve stylu, jenž jeho syna odpuzoval a který je dlouhou dobu vzdaloval. Přesto dauphin doprovázel svého otce v bitvě u Fontenoy (1745), kde prokázal svou statečnost. Od roku 1757 (po atentátu na jeho otce) Ludvík Ferdinand byl přizván k účasti na sezeních Královské rady, kde vzbuzoval pozornost svými konzervativními pozicemi. Ludvík Ferdinand byl silná osobnost, zbožný, hluboce nábožensky založený, na rozdíl od otce bezúhonný v osobním životě. Byl příznivcem jezuitů a nesouhlasil s jejich vyhnáním v roce 1764. Jeho otec ho vzdálil vlády a kolem Ludvíka Ferdinanda se následně seskupila klerikální opozice (Dévots) vůči králi, která doufala získat moc po jeho nástupu na trůn; v tom se podobal svému dědovi Ludvíku Francouzskému (kterému rovněž nebylo souzeno nastoupit na francouzský trůn).

### Smrt
Ludvík Ferdinand zemřel 20. prosince roku 1765 ve Fontainebleau na tuberkulózu. Bylo mu pouhých 36 let a přežili ho nejen jeho otec Ludvík XV. (o osm let) i matka (o tři roky), ale i jeho děd z matčiny strany Stanislav I. Leszczyński. Dauphinem se stal jeho nejstarší syn Ludvík August, který se po smrti svého děda Ludvíka XV. v květnu roku 1774 stal králem Ludvíkem XVI.
Vdova po Ludvíku Ferdinandovi Marie Josefa Saská zemřela rovněž na souchotě za dva roky po svém manželovi, v roce 1767.
Dauphin nebyl pohřben v opatství Saint-Denis jako jeho předkové, ale v katedrále v Sens; v Saint-Denis spočívá pouze jeho srdce. Když byl v lednu roku 1793 popraven jeho syn Ludvík XVI., měl být pochován po boku svého otce. V březnu roku 1794 jakobíni dauphinovy ostatky ze senského kostela vyhodili a pohřbili do hromadného hrobu, po restauraci v roce 1814 však byly podle údajů od očitých svědků této události nalezeny a navráceny do původní hrobky.

## Vývod z předků
|                             |                          |  |                      |                                |  |  |  |  |  |  |  | Ludvík XIV. |
|                             |                          |  |                      |                                |  |  |  |  |  |  |  |             |
|                             | Ludvík Francouzský       |  |                      |                                |  |  |  |  |  |  |  |             |
|                             |                          |  |                      |                                |  |  |  |  |  |  |  |             |
|                             |                          |  |                      | Marie Tereza Habsburská        |  |  |  |  |  |  |  |             |
|                             |                          |  |                      |                                |  |  |  |  |  |  |  |             |
|                             | Ludvík Francouzský       |  |                      |                                |  |  |  |  |  |  |  |             |
|                             |                          |  |                      |                                |  |  |  |  |  |  |  |             |
|                             |                          |  |                      | Ferdinand Maria Bavorský       |  |  |  |  |  |  |  |             |
|                             |                          |  |                      |                                |  |  |  |  |  |  |  |             |
|                             | Marie Anna Bavorská      |  |                      |                                |  |  |  |  |  |  |  |             |
|                             |                          |  |                      |                                |  |  |  |  |  |  |  |             |
|                             |                          |  |                      | Jindřiška Adéla Marie Savojská |  |  |  |  |  |  |  |             |
|                             |                          |  |                      |                                |  |  |  |  |  |  |  |             |
|                             | Ludvík XV.               |  |                      |                                |  |  |  |  |  |  |  |             |
|                             |                          |  |                      |                                |  |  |  |  |  |  |  |             |
|                             |                          |  |                      | Karel Emanuel II. Savojský     |  |  |  |  |  |  |  |             |
|                             |                          |  |                      |                                |  |  |  |  |  |  |  |             |
|                             | Viktor Amadeus II.       |  |                      |                                |  |  |  |  |  |  |  |             |
|                             |                          |  |                      |                                |  |  |  |  |  |  |  |             |
|                             |                          |  |                      | Marie Johanna Savojská         |  |  |  |  |  |  |  |             |
|                             |                          |  |                      |                                |  |  |  |  |  |  |  |             |
|                             | Marie Adelaide Savojská  |  |                      |                                |  |  |  |  |  |  |  |             |
|                             |                          |  |                      |                                |  |  |  |  |  |  |  |             |
|                             |                          |  |                      | Filip I. Orleánský             |  |  |  |  |  |  |  |             |
|                             |                          |  |                      |                                |  |  |  |  |  |  |  |             |
|                             | Anna Marie Orleánská     |  |                      |                                |  |  |  |  |  |  |  |             |
|                             |                          |  |                      |                                |  |  |  |  |  |  |  |             |
|                             |                          |  |                      | Henrietta Anna Stuartovna      |  |  |  |  |  |  |  |             |
|                             |                          |  |                      |                                |  |  |  |  |  |  |  |             |
| Ludvík Ferdinand Bourbonský |                          |  |                      |                                |  |  |  |  |  |  |  |             |
|                             |                          |  |                      |                                |  |  |  |  |  |  |  |             |
|                             |                          |  | Bogusław Leszczyński |                                |  |  |  |  |  |  |  |             |
|                             |                          |  |                      |                                |  |  |  |  |  |  |  |             |
|                             | Rafael Leszczyński       |  |                      |                                |  |  |  |  |  |  |  |             |
|                             |                          |  |                      |                                |  |  |  |  |  |  |  |             |
|                             |                          |  |                      | Anna Dönhoff                   |  |  |  |  |  |  |  |             |
|                             |                          |  |                      |                                |  |  |  |  |  |  |  |             |
|                             | Stanislav I. Leszczyński |  |                      |                                |  |  |  |  |  |  |  |             |
|                             |                          |  |                      |                                |  |  |  |  |  |  |  |             |
|                             |                          |  |                      | Stanisław Jan Jabłonowski      |  |  |  |  |  |  |  |             |
|                             |                          |  |                      |                                |  |  |  |  |  |  |  |             |
|                             | Anna Leszczyńska         |  |                      |                                |  |  |  |  |  |  |  |             |
|                             |                          |  |                      |                                |  |  |  |  |  |  |  |             |
|                             |                          |  |                      | Marianna Kazanowska            |  |  |  |  |  |  |  |             |
|                             |                          |  |                      |                                |  |  |  |  |  |  |  |             |
|                             | Marie Leszczyńská        |  |                      |                                |  |  |  |  |  |  |  |             |
|                             |                          |  |                      |                                |  |  |  |  |  |  |  |             |
|                             |                          |  |                      | Krzysztof Opaliński            |  |  |  |  |  |  |  |             |
|                             |                          |  |                      |                                |  |  |  |  |  |  |  |             |
|                             | Jan Karol Opaliński      |  |                      |                                |  |  |  |  |  |  |  |             |
|                             |                          |  |                      |                                |  |  |  |  |  |  |  |             |
|                             |                          |  |                      | Teresa Konstancja Czarnkowska  |  |  |  |  |  |  |  |             |
|                             |                          |  |                      |                                |  |  |  |  |  |  |  |             |
|                             | Kateřina Opalinská       |  |                      |                                |  |  |  |  |  |  |  |             |
|                             |                          |  |                      |                                |  |  |  |  |  |  |  |             |
|                             |                          |  |                      | Adam Uriel Czarnkowski         |  |  |  |  |  |  |  |             |
|                             |                          |  |                      |                                |  |  |  |  |  |  |  |             |
|                             | Zofia Czarnkowska        |  |                      |                                |  |  |  |  |  |  |  |             |
|                             |                          |  |                      |                                |  |  |  |  |  |  |  |             |
|                             |                          |  |                      | Teresa Zaleska                 |  |  |  |  |  |  |  |             |
|                             |                          |  |                      |                                |  |  |  |  |  |  |  |             |